# Matt and Kim

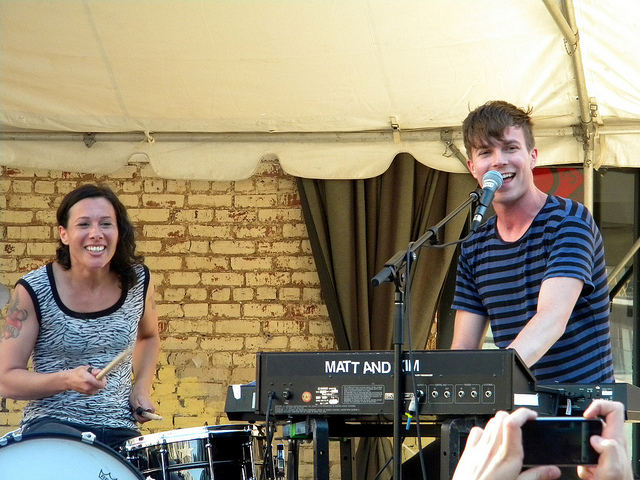
Matt and Kim en concert à Philadelphie en 2010

Matt and Kim est un duo indie pop américain résidant à Brooklyn à New York dans l'état de New York. Le groupe s'est formé en 2005 et est composé de Matt Johnson (chant, clavier) et Kim Schifino (batterie, chant). Ils sont connus pour leur attitude "do it yourself" envers leur musique.

## Albums
- 2006 : Matt and Kim (en)
- 2009 : Grand (en)
- 2010 : Sidewalks (en)
- 2012 : Lightning (en)
- 2015 : New Glow (en)